# Ignacio Gregorio Larrañaga Lasa
Ignacio Gregorio Larrañaga Lasa O.F.M. Cap. (em chinês:  高金鏗) (Tolosa, 4 de outubro de 1892 – Hondarribia, 18 de fevereiro de 1975) foi um frei e prelado da Igreja Católica espanhol basco, missionário que serviu como Bispo de Pingliang.

## Biografia
Nascido na vila de Aldaba, no município de Tolosa, fez seus votos com apenas 9 anos na Ordem dos Capuchinhos, em Zangoza. Foi ordenado presbítero em 19 de abril de 1919, na cidade de Iruña.
Foi professor no Colégio de Lekaroz (Navarra) até 1927, quando foi para a China como missionário. Escreveu uma série de crônicas bascas intituladas Txina'tik Kronikak sob o pseudônimo de Izaskun na revista Zeruko Argia.
Em 29 de abril de 1930, foi nomeado pelo Papa Pio XI prefeito apostólico da recém erigida Prefeitura Apostólica de Pingliang. Com a elevação da Prefeitura Apostólica a Diocese, é nomeado como seu primeiro bispo, em 25 de junho de 1950. Foi consagrado em 1 de outubro, na Catedral de Santo Inácio em Xangai por Antonio Riberi, núncio apostólico na China, coadjuvado por Simon Zhu Kai-min, S.J., bispo de Haimen e por Ignatius Kung Pin-mei, bispo de Xangai.
Com a Proclamação da República Popular da China, em 1953 retorna para o País Basco, mantendo-se como Bispo. Torna-se acadêmico correspondente da Euskaltzaindia, em 1957. Foi consultor da Comissão Preparatória para as Missões do Concílio Vaticano II com outros consultores. Em 1962 funda o jornal infantil "Pan Pin".
Faleceu em Hondarribia em 19 de fevereiro de 1975.